# Colt Mustang
A Colt Mustang é uma pistola de bolso leve, com câmara para o cartucho .380 ACP, produzidas pela Colt's Manufacturing Company. A primeira variante da Colt Mustang foi produzida entre 1983 e 1996, com uma nova versão sendo produzida desde 2011 até o presente. Esta reintrodução veio em conjunto com um modelo de estrutura de liga e uma versão atualizada de estrutura de polímero, conhecida como Colt Mustang XSP.

## História
Em 1983, a Colt lançou o Colt Mark IV/Series 80 Government Model .380 Auto. Esta pistola era semelhante em aparência, mas não em design, à Colt M1911 produzida pela empresa. A diferença estética óbvia do Government Model .380 é que o mesmo foi reduzido em cerca de 78%. O Modelo Government .380 foi lançado a público com a capacidade para 7+1 cartuchos.
Em 1986, a Colt lançou uma versão simplificada do seu .380 com cano, slide e estrutura de empunhadura mais curtos, comportando porém dois cartuchos a menos, e o vendeu como o Colt Mustang.
Em 1987, a versão Pocket Light foi introduzida, aumentando a popularidade da pistola devido ao peso reduzido da mesma, comparada com outras pistolas (ou até mesmo com variantes anteriores).
Em 1988, o Mustang Plus II foi lançado pela Colt, recebendo esse nome porque seu carregador continha 2 cartuchos a mais que o Colt Mustang original. Ao longo dos anos de produção, a Colt trocou a mola do carregador da pistola, aumentando sua capacidade para 6.
Em 1993, a variante Night Light .380 foi lançada, possuíndo miras noturnas Bar Dot Tritium. Em 1996, a Colt adicionou uma estrutura de aço azulado ou uma versão em aço inoxidável.
Em 2011, a Colt reintroduziu o Mustang Pocketlite, anteriormente descontinuado, em conjunto com o lançamento do Colt Mustang XSP em 2013, uma versão com estrutura de polímero e design atualizado.

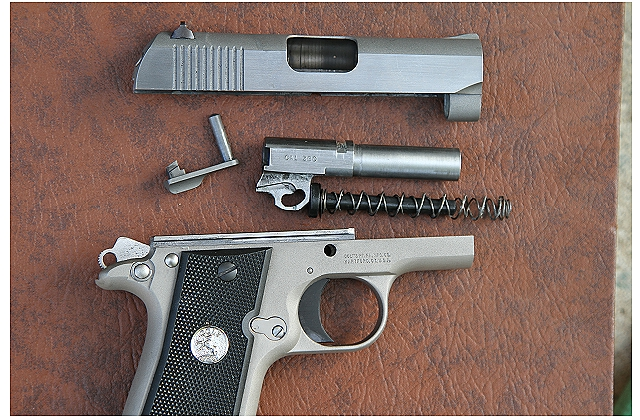
Uma pistola Colt Mustang Pocket Lite desmontada.